# Суханов, Василий Петрович
Василий Петрович Суханов (конец XVIII века — XIX век) — русский художник.

## Биография
Сын вольноотпущенника. С 1799 — воспитанник Императорской Академии художеств по классу исторической живописи. Его учителем был Егоров, Алексей Егорович. Сохранился его портрет в юности, написанный учителем (1812, Третьяковская галерея).
Получил медали: в 1811 году — малую серебряную; в 1812 году — большую серебряную и большую золотую за программу «Представить в действии известного нижегородского гражданина Козьму Минина, подвигнувшаго сердца всех сограждан своих к пожертвованию всем имуществом своим к спасению Отечества».
В 1812 по окончании Академии получил аттестат на звание классного художника 1-й степени со шпагой..
Русский биографический словарь указывает, что он был учитель рисования при Санкт-Петербургском университете (1830 год).
Также Кондаков указывает, что был и другой художник Василий Суханов (без отчества), который являлся вольноприходящим учеником Академии Художеств и в 1867 году получил звание учителя рисования в гимназиях.